# Ameugny
Ameugny is een gemeente in het Franse departement Saône-et-Loire (regio Bourgogne-Franche-Comté) en telt 156 inwoners (1999). De plaats maakt deel uit van het arrondissement Mâcon en ligt op loopafstand van de oecomenische broedergemeenschap van Taizé.

## Geografie
De oppervlakte van Ameugny bedraagt 6,5 km², de bevolkingsdichtheid is 24,0 inwoners per km².
De onderstaande kaart toont de ligging van Ameugny met de belangrijkste infrastructuur en aangrenzende gemeenten.

## Demografie
Onderstaande figuur toont het verloop van het inwonertal (bron: INSEE-tellingen).